# Anoplocephalidae
Anoplocephalidae představují čeleď tasemnic z řádu kruhovek.

## Popis
Tasemnice z čeledi Anoplocephalidae se běžně dělí do několika podčeledí. Celosvětový areál výskytu mají podčeledi Anoplocephalinae, Linstowiinae a Thysanosomatinae; zástupci podčeledi Inermicapsiferinae jsou pak rozšířeni především v regionu Afrického rohu. Čeleď však nejspíše představuje pouze sběrný taxon blíže nepříbuzných fylogenetických linií, a není tudíž monofyletická, což naznačují i rozdíly v morfologii a životních cyklech. Společným znakem této skupiny je fakt, že její zástupci většinou postrádají rostellum, tj. část hlavičky neboli skolexu s příchytnými háčky, typická bývá pouze přítomnost čtveřice přísavek. Tělní články jsou velmi široké a krátké, u rodu Moniezia se objevují tzv. mezičlánkové neboli interploglotidární žlázy, jež produkují regulační peptidy obdobné peptidům hostitelským.
Zástupci podčeledi Anoplocephalinae parazitují především u býložravých savců; nikoli však striktně, objevují se i druhy napadající plazy či ptáky, zvláště papoušky. Jejich vajíčka jsou chráněna podlouhlým obalem, tzv. pyriformním aparátem, a mají hruškovitý tvar. Mezihostitele představují pancířníci, náhodným spasením těchto roztočů s infekčními cysticerkoidy se nakazí definitivní hostitel. Podčeleď Linstowiinae parazituje u různých hmyzožravých savců a plazů (mezihostiteli brouci), podčeleď Thysanosomatinae infikuje přežvýkavé (mezihostiteli pisivky) a africká podčeleď Inermicapsiferinae parazituje na damanech.

## Význam
Tasemnice druhů Anoplocephala perfoliata (dominující), Anoplocephala magna, Anoplocephaloides mamillana a Moniezia pallida představují střevní parazity koní. Tasemnice u koní nemigrují, takže jejich patologické působení je vázáno na místo přichycení, ve vyšších počtech mají tendenci se shlukovat do trsů. A. perfoliata platí za významný faktor v etiologii kolikových onemocnění.